# Caroline Abel
Caroline Abel (née vers 1973) est une économiste seychelloise. En 2012, elle est nommée Gouverneur de la Banque centrale des Seychelles, devenant ainsi la première femme dans les Seychelles à exercer cette responsabilité.

## Biographie
Abel est née à Anse Boileau, Mahé, aux Seychelles, où elle reçoit son éducation de base et secondaire. Elle est la fille d'Antoine Abel, Seychelles premier dramaturge du pays. Elle est titulaire d'un diplôme de premier cycle en Économie de l'université de Leeds, et d'une maîtrise en économie monétaire de l'université de Glasgow.
Sa carrière commence en avril 1994, au sein de la Banque Centrale des Seychelles. Elle sert dans plusieurs fonctions de la Banque Centrale des Seychelles, gravit les échelons, et est nommée vice-gouverneur de l'institution en juillet 2010,. La période est cruciale avec la mise en place de la liberté de change sur la roupie seychelloise, une monnaie totalement indépendante,. Le 14 mars 2012, elle devient la première femme à être nommée Gouverneur de la Banque Centrale des Seychelles, succédant à Pierre Laporte.

## Publications
- Central Bank Independence in a Small Open Economy: The Case of Seychelles, 2009.

## Reconnaissances
Au cours du 6e forum African Business Leadership, une mention spéciale et un Prix lui sont remis par l'organisation américaine Georgia Legislative Black Caucus. Elle s'est également vue décerner le titre de Femme africaine fonctionnaire de l'année, décerné par les dirigeants de magazines africains, lors de l'événement.